# 趙心屏
趙心屏（1965年10月1日—），淡江大學大眾傳播學系畢業，美國雪城大學廣告碩士。

## 主持

### 廣播節目
- POP Radio聯播網 POP 撞新聞（週一、週四 07：00～08:00 時段）